# Benjamin Schlein

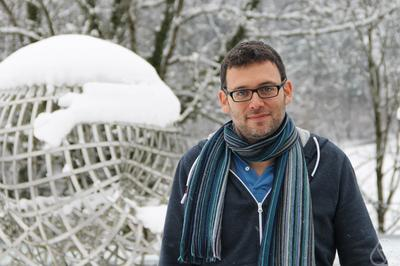
Benjamin Schlein

Benjamin Schlein (ur. 28 maja 1975 w Lugano) – włoski matematyk, od 2014 profesor Uniwersytetu Zuryskiego. Zajmuje się fizyką matematyczną, dynamiką kwantową i macierzami losowymi.

## Życiorys
Urodził się w Szwajcarii, jego matka jest włoską prawniczką a ojciec amerykańskim politologiem o żydowskich korzeniach. Ma dwie siostry - polityk Elenę i dyplomatę Susannę.. 
W 1999 ukończył studia z fizyki teoretycznej na Politechnice Federalnej w Zurychu. Na tej samej uczelni uzyskał w 2002 stopień doktora, promotorem doktoratu był Jürg Fröhlich. Po doktoracie wyjechał do USA; przebywał na New York University, Uniwersytecie Stanforda, Uniwersytecie Harvarda i Uniwersytecie Kalifornijskim w Davis. W 2007 wrócił do Europy i pracował na Uniwersytecie Ludwika i Maksymiliana w Monachium, University of Cambridge i Uniwersytecie Fryderyka Wilhelma w Bonn. Od 2014 jest profesorem na Uniwersytecie Zuryskim.
Swoje prace publikował m.in. w „Communications in Mathematical Physics”, „Journal of Statistical Physics” i „Communications on Pure and Applied Mathematics” oraz najbardziej prestiżowych czasopismach matematycznych świata: „Annals of Mathematics”, „Journal of the American Mathematical Society”, „Acta Mathematica” i „Inventiones Mathematicae”. Jest jednym z redaktorów naczelnych „Journal of Functional Analysis”.
W 2018 roku wygłosił wykład sekcyjny na Międzynarodowym Kongresie Matematyków w Rio de Janeiro. W 2012 był wykładowcą plenarnym na International Congress of Mathematical Physics, a w 2019 wyróżnionym prelegentem (keynote speaker)  na konferencji Dynamics, Equations and Applications (DEA 2019). 
Zdobył dwa prestiżowe granty ERC: Starting Grant w 2009 i Advanced Grant w 2018.